# Aleksandr Fadiejew
Aleksandr Aleksandrowicz Fadiejew (ros. Александр Александрович Фадеев; ur. 11 grudnia?/24 grudnia 1901 w Kimrach, zm. 13 maja 1956 w Pieriediełkinie) – radziecki pisarz, krytyk literacki. Członek partii bolszewickiej od 1918, a także członek Komitetu Centralnego od 1939. W latach 1938–1944 i 1946–1954 przewodniczący Związku Pisarzy ZSRR.

## Życiorys i twórczość
Aleksandr Fadiejew urodził się w 1901 roku w Kimrach, na terenie ówczesnej guberni twerskiej. Został ochrzczony w miejscowym soborze prawosławnym. Jego ojcem był Aleksandr Iwanowicz Fadiejew, a matką Antonina Władimirowna Kunc. Wywodzący się z chłopskiej rodziny ojciec działał w ruchu rewolucyjnym, a matka była słuchaczką kursów medycznych. Poznali się w Petersburgu, lecz już wkrótce za swą działalność Aleksandr Iwanowicz został skazany na pięcioletnie zesłanie do Szenkurska. Matka pochodziła z rodziny zrusyfikowanych Niemców. Ich małżeństwo rozpadło się wkrótce po narodzinach syna, a Aleksandr wychowywany był przez matkę i jej drugiego męża, Gleba Władisławowicza Switycza. Wczesne dzieciństwo spędził m.in. w Wilnie i Ufie, a w 1908 roku jego rodzina przeniosła się na Rosyjski Daleki Wschód, na tereny dzisiejszego Kraju Nadmorskiego. Fadiejew od 1912 do 1919 roku uczył się w jednej ze szkół we Władywostoku. Swe aspiracje młody Fadiejew skierował ku literaturze, a na jego rozwój wpływali tacy pisarze jak Jack London, Thomas Mayne Reid i James Fenimore Cooper. Związał się on także z ruchem rewolucyjnym, a w 1918 roku został członkiem partii bolszewickiej. Publikował w różnych czasopismach partyjnych. W czasie rosyjskiej wojny domowej Fadiejew walczył przeciwko wojskom Białych, podległych dowództwu admirała Aleksandra Kołczaka i w czasie walk tych został ranny. W 1921 roku przeniósł się do Moskwy, gdzie podjął studia na moskiewskiej Akademii Górniczej, a także został delegatem na dziesiąty zjazd partii. W czasie jego trwania wybuchło powstanie w Kronsztadzie, a w jego tłumieniu Fadiejew brał czynny udział, znów zostając ranny.
Pierwszą jego pracą był Razliw (ros. Разлив), nad którą Fadiejew pracował w latach 1922–1923. Po jej wydaniu postanowił skupić się na karierze literackiej. Kolejnym ważnym dziełem była Klęska (ros. Разгром) z 1927 roku (wydanie polskie 1950). Zawierała ona wątki autobiograficzne – o oddziale partyzanckim walczącym z interwentami atakującymi ZSRR na Dalekim Wschodzie. Najsłynniejszą jego powieścią jest wydana w 1946 roku Młoda Gwardia (ros. Молодая гвардия, wydanie polskie 1948) w której sławił walkę komsomolców z Niemcami. W czasie II wojny światowej był korespondentem wojennym dziennika „Prawda”. Przebywał na linii frontu m.in. w oblężonych Kalininie i Rżewie. Fadiejew był też aktywnym działaczem społeczno-politycznym, publikował w wielu sowieckich czasopismach, a także był wieloletnim przewodniczącym Związku Pisarzy Radzieckich w latach 1938–1944 oraz 1946–1954.
25 sierpnia 1948 roku jako przewodniczący delegacji radzieckich intelektualistów przemówił we Wrocławiu na rozpoczynającym się Światowym Kongresie Intelektualistów w Obronie Pokoju, atakując przy tym Stany Zjednoczone słowami:

... kajdany amerykańskich imperialistów mają zamienić świat w komisariat policyjny, a jego ludność w niewolników kapitału (...) Gdyby szakale mogły nauczyć się pisać na maszynie, gdyby hieny umiały władać piórem, to, co by tworzyły, przypominałoby z pewnością książki Millerów, Eliotów, Malraux i innych Sartre’ów'.

Po przemowie Fadiejewa kongres opuściło wielu uczestników, m.in. biolog Julian Huxley i historyk A.J.P. Taylor. Aleksandr Fadiejew nosił partyzancki pseudonim Bułyga (ros. Булыга). Przez większą część życia był wiernym zwolennikiem Józefa Stalina i jego zbrodniczej polityki. Często się z nim spotykał, a radziecki przywódca zaprosił go nawet na obchody swoich sześćdziesiątych urodzin, które celebrowane był w dość wąskim gronie przyjaciół i współpracowników. W latach trzydziestych miał konsultować z Ławrientijem Berią nazwiska nieprawomyślnych pisarzy i literatów, przeznaczonych do aresztowania. Taki los miał spotkać m.in. Wsiewołoda Meyerholda. O jego aresztowaniu Fadiejew miał być uprzedzony już w kilka miesięcy naprzód, a spotykając się z nim parokrotnie, nie zdradził się ze swej wiedzy. W 1946 roku poparł represje kierowane przez Andrieja Żdanowa przeciwko Michaiłowi Zoszczence, Annie Achmatowej i Andriejowi Płatonowi. Ilji Erenburgowi zwierzył się:

Boję się tylko dwóch ludzi - mojej matki i Stalina. Boję się i kocham...

Sygnatariusz apelu sztokholmskiego w 1950 roku. 22 listopada 1950 w Warszawie na II Kongresie Obrońców Pokoju został wybrany w skład Światowej Rady Pokoju.
W ostatnich latach życia Aleksandr Fadiejew pracował intensywnie nad powieścią Czornaja mietałłurgija (ros. Чёрная металлургия), lecz nigdy jej nie ukończył. Śmierć Józefa Stalina zmieniła sytuację Fadiejewa. Zaczął tracić wpływy zarówno polityczne, jak i wśród literatów. Cierpiał na bezsenność, co próbował zwalczać na własną rękę przy pomocy alkoholu. Na XX Zjeździe Partii został poddany krytyce przez Michaiła Szołochowa. Zmagał się z depresją, a także zaczęły go dręczyć wyrzuty sumienia, dotyczące jego roli w okresie stalinowskim. Jego przyjaciel Jurij Libiedinski usłyszał kiedyś od niego:
—  Александр Фадеев: Биография

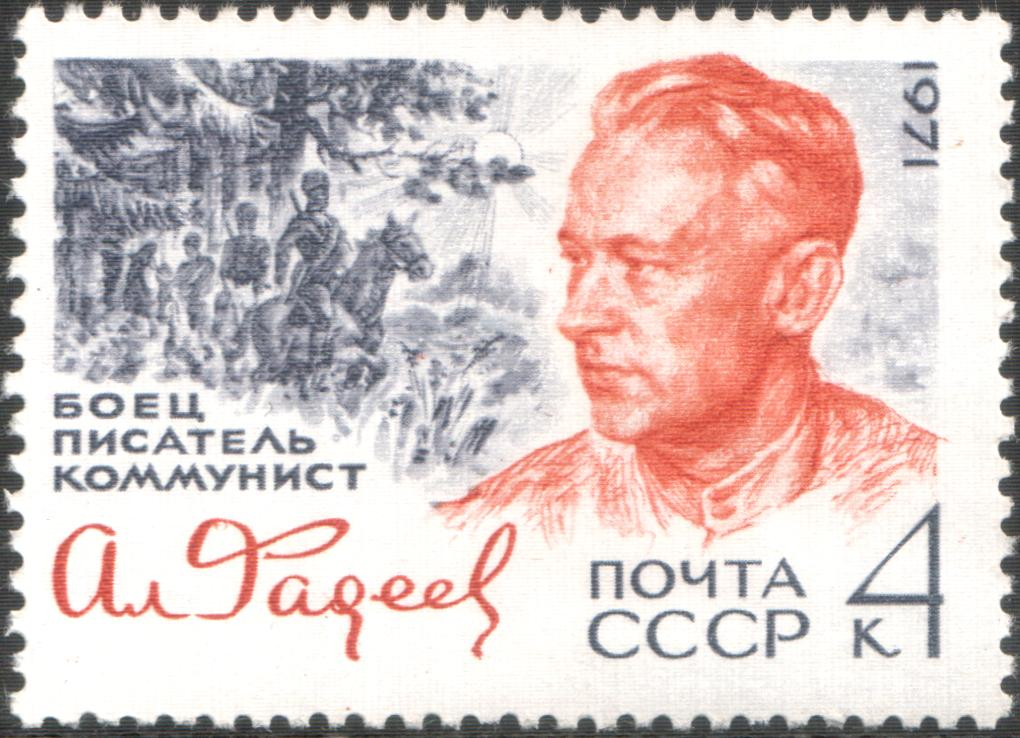
Pamiątkowy znaczek sowiecki poświęcony Fadiejewowi z 1971 roku

13 maja 1956 roku Aleksandr Fadiejew popełnił samobójstwo w podmoskiewskim Pieriediełkinie. Zastrzelił się z rewolweru, który posiadał od czasów wojny domowej. Prawda w nekrologu podała, że Fadiejew zmagał się z alkoholizmem, lecz terapia medyczna nie przyniosła skutku. Leczył się m.in. przez cztery miesiące w 1954 roku, przez pięć i pół miesiąca w 1955 roku i przez dwa i pół miesiąca w 1956 roku. Powszechnie uważano, że nie mógł sobie poradzić ze zmianą polityki i okresem destalinizacji w Związku Radzieckim. Pogląd ten podzielał też syn pisarza, Michaił, który twierdził, że ojciec czuł się bardzo samotny. Jego pierwsza żona, na wieść o śmierci, miała powiedzieć: „To wszystko on, przeklęte wąsy. Sasza szczerze kochał Stalina!”. W swojej ostatniej woli Fadiejew poprosił by pochowano go razem z jego matką. Prośba ta nie została spełniona i pisarz został pogrzebany na cmentarzu Nowodziewiczym w Moskwie. Aleksandr Fadiejew pozostawił po sobie rozliczeniowy list pożegnalny, w którym okazywał skruchę i potępiał władzę za politykę wobec pisarzy. Został on opublikowany drukiem dopiero 20 września 1990 roku. Stwierdzał w nim, że nie może dalej żyć, skoro literatura została zniszczona przez przywódców politycznych i zdana została na łaskę ludzi bez żadnych talentów.

## Życie prywatne
Pierwszą żoną Aleksandra Fadiejewa była Walerija Anatoljewna Gierasimowa, a małżeństwo to zawarte w latach dwudziestych XX wieku zakończyło się szybkim rozwodem. Jego drugą żoną była Angelina Stiepanowa (ślub w 1936), z którą miał dwóch synów Aleksandra i Michaiła. Ten ostatni poślubił wnuczkę Józefa Stalina (córkę Wasilija), Nadieżdę. Aleksandr Fadiejew ze związku Margaritą Aligier miał córkę Mariję Aleksandrowną Fadiejewą-Makarową-Encensbiergier.

## Nagrody i odznaczenia
- Order Lenina (dwukrotnie, w 1939 i 1951)
- Order Czerwonego Sztandaru
- Medal za Ofiarną Pracę w Wielkiej Wojnie Ojczyźnianej 1941–1945
- Nagroda Stalinowska (w 1946 za Młodą Gwardię)
- Nagroda Leninowskiego Komsomołu (pośmiertnie w 1970 za Młodą Gwardię)

## Upamiętnienie
- w latach 1972–1976 przyznawany był Medal imienia Aleksandra Fadiejewa za osiągnięcia w dziedzinie literatury, związane z tematyką wielkiej wojny ojczyźnianej
- od 2002 roku przyznawana jest Nagroda Literacka imienia Aleksandra Fadiejewa za dzieła literackie o tematyce wojennej
- wieś Bułyga-Fadiejewo w Kraju Nadmorskim
- ulica i tablica pamiątkowa we Władywostoku
- ulica i szkoła w Czugujewce
- ulica i biblioteka w Kimrach
- ulica i biblioteka w Kramatorsku
- ulica w Lipiecku
- ulica w Winnicy
- ulica w Moskwie
- ulica w Twerze
- ulica w Homlu
- ulica w Taganrogu
- ulica w Ussuryjsku
- ulica w Samarze

## Wybrana twórczość
- 1923 – Powódź[12] (ros. Разлив)
- 1923 – Narodziny pułku amguńskiego[12] (ros. Рождение амгуньского полка)
- 1924-1925 – Samotny człowiek w puszczy[12] (ros. Один в чаще)
- 1927 – Klęska[13] (ros. Разгром)
- 1929 – Stołbowaja doroga proletarskoj litieratury (ros. Столбовая дорога пролетарской литературы)
- 1934 – Trzęsienie ziemi[12] (ros. Землетрясение)
- 1929-1936 – Ostatni z Udehe[14] (ros. Последний из Удэге)
- 1936 – O biednosti i bogatstwie (ros. О бедности и богатстве)
- 1945, 1951 – Młoda Gwardia[15][16][17] (ros. Молодая гвардия)
- Czornaja mietałłurgija (ros. Чёрная металлургия) – nieukończona
- W listopadzie 1942 roku[18][19]
- Leningrad w dni błokady (ros. Ленинград в дни блокады)
- Za tridcat’ let (ros. За тридцать лет) – zbiór artykułów